# 瑪希諾沈船
瑪希諾沈船是指1905年至1935年，隸屬於紐西蘭聯合公司的瑪希諾郵輪主要航行於紐西蘭和澳洲之間塔斯曼海，後來更在第一次世界大戰期間加入紐西蘭海軍醫療船隊伍。

## 關於瑪希諾
這艘由威廉丹尼兄弟在鄧巴頓打造，長400英尺、寬50英尺、重達5000噸，由3個帕爾森斯齒輪減速蒸汽渦輪機提供動力，速度達17.5節的鋼殼豪華客輪於1905年6月19日正式海上航行，最多可以承載420名乘客：第1層甲板240人、第2層甲板120人、第3層甲板60人及冷藏貨艙。頭等艙更包括了餐廳、吸煙房以及一間擺放了貝希斯坦三角鋼琴的琴房。船上擁有電力照明設備、當時最新的安全設施，其中包括克萊頓二氧化硫滅火器。

## 經營歷史
瑪希諾郵輪於1905年11月18日開始了墨爾本和雪梨之間的航行，航程間經過紐西蘭和位於塔斯馬尼亞荷巴特，該郵輪於雪梨和溫哥華之間也有固定航程。

### 第一次世界大戰
在第一次世界大戰期間，當時的紐西蘭總督──利物浦伯爵出資要求將瑪希諾改為醫療船，船艙內配備了8間病房及兩間手術室，更組織了一個醫療團隊，不但從軍隊挑選出5名醫生和61名勤務兵，另外團隊中還有1位護士長、13位護士和牧師。
根據1899年《海牙公約》第5條，瑪希諾郵輪被重新漆成白色，船側由整片綠色圍繞，甲板和兩舷標有巨大紅十字圖案。
1915年8月25日瑪希諾到達的加里波利之戰的海軍基地──穆茲羅斯，第二日停泊在澳紐軍團海灣讓60號高丘戰場上的傷亡者登船。接下來的三個月裡，該船甚至從加里波利將傷亡者運送到穆茲羅斯、馬爾他或者亞歷山大等地。瑪希諾於1916年1月1日返回紐西蘭重新裝修，同年2月再次前往埃及將患者載回紐西蘭，然後啟程前往英國，索姆河戰役開始後，於1916年7月3日抵達南安普敦。直到1916年10月前，瑪希諾服役於英吉利海峽上從法國裝載大量的傷兵運送到英國。1916年12月船隻回到紐西蘭，此後6個月瑪希諾在紐西蘭和英國之間載送傷兵直到戰爭結束，才回到原來擁有者手上重新開始載客服務。

### 擱淺
1935年7月3日，一艘1,758噸的大船Oonah經由一條900-英尺（270-） 6.75-英寸（17.1-）的鋼繩 連接瑪希諾郵輪，將她拖吊離開雪梨，Oonah巴斯海峽輪渡於1888年由前塔斯馬尼亞汽船有限公司打造，和瑪希諾一同被賣給了日本大阪拆船公司。
在7月7日下午，離海岸約50英里的海面上，一場劇烈的海上氣旋使得鋼繩斷開，儘管在波濤洶湧的大海中嘗試著重新將鋼繩連接兩船卻仍是失敗，船上8名男子和船一起漂流外海失去蹤跡。當時Oonah的動力齒輪暫時無法作用，因此透過無線電請求救援被移除螺旋槳的瑪希諾郵輪。
終於，7月10號一位名為Keith Virtue的飛機駕駛發現瑪希諾郵輪擱淺在弗雷澤島外海，瑪希諾的船員在岸上搭建營地等待Oonah抵達，直到7月12日卻始終未等到她的出現。隨後，試圖讓瑪希諾浮起來而將船上的配備被卸下，卻仍是徒勞無功，最後將殘骸開放販售仍是沒有任何買家出面購買。
隨著時間流轉，瑪希諾船身多半被破壞或解體，而眼界所及的部分也已經嚴重生鏽。由於殘骸十分危險而被禁止接近，即使沒有任何紀錄顯示瑪希諾殘骸曾在第二次世界大戰被當作實彈射擊的對象，也沒有任何未爆彈從該處回收，澳洲國防軍仍是將她列為未爆炸武器（UXO）。

## 更多資訊
- 澳洲沈船列表（英语：List of shipwrecks of Australia）
- 著名的澳洲沈船 （页面存档备份，存于）